# Palácio da Música Catalã
O Palácio da Música Catalã (em língua catalã: Palau de la Música Catalana) é um auditório de música localizado em Barcelona, na Espanha. Foi projetado pelo arquiteto barcelonês Lluís Domènech i Montaner, um dos máximos representantes do modernismo catalão. A construção aconteceu entre os anos 1905 e 1908 para o "Orfeu Catalão", que havia sido fundado em 1891. O projeto foi financiado por industriais catalães ilustrados e amantes da música.

## História

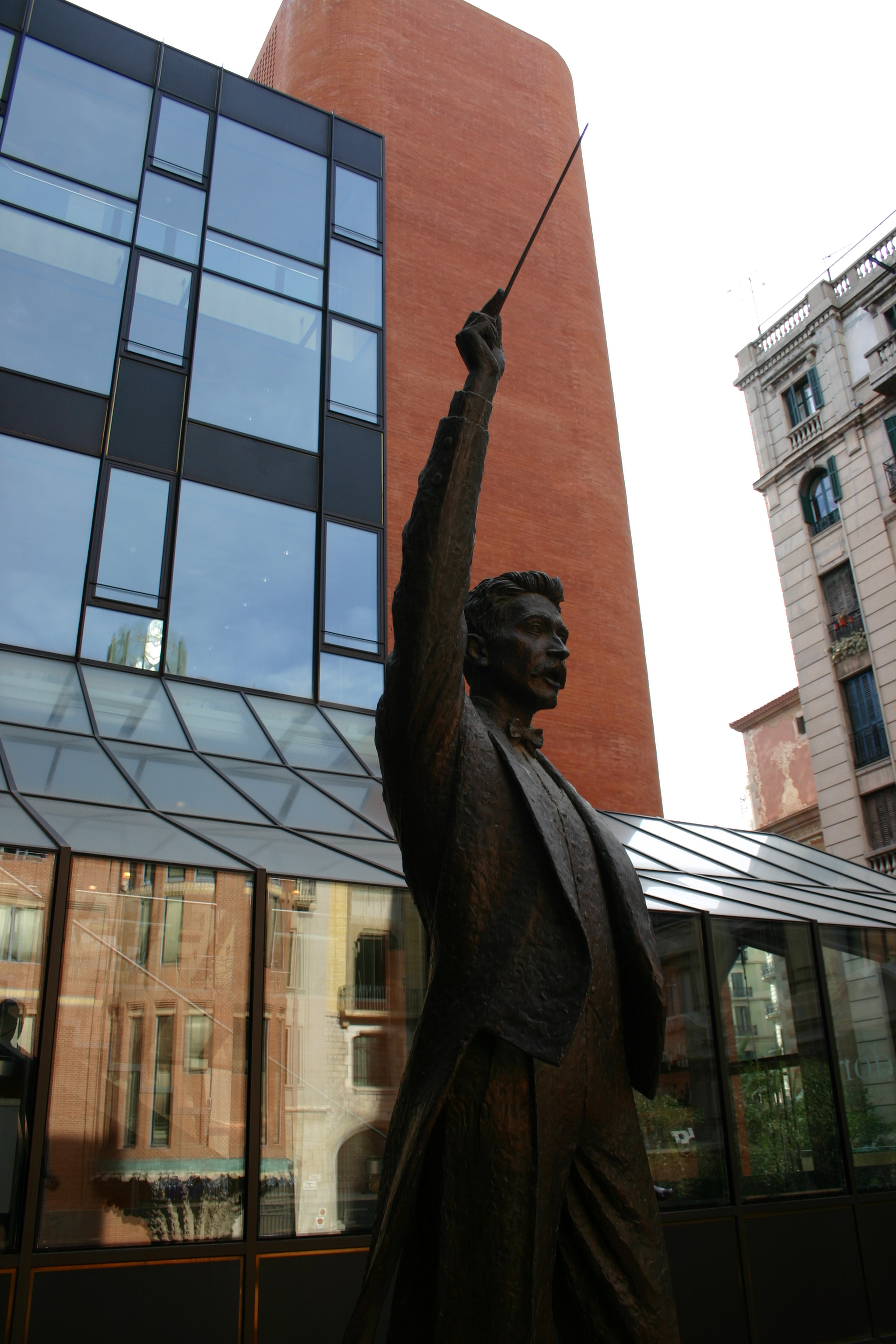
Escultura de Lluís Millet, fundador do Orfeón Catalán, realizada pelo escultor Josep Salvadó Jassans.

O arquiteto Lluís Domènech i Montaner começa como encarregado do projeto do Orfeón Catalán, um edifício destinado a localizar a sede da sociedade. Este projeto é aprovado pela assembleia da sociedade em 31 de maio de 1904. Antes de terminar o ano, realiza-se a compra do claustro do convento de São Francisco, com uma superfície de 1 350,75 metros quadrados e preço final de 240 322,60 pesetas, com a intenção de destinar este espaço à construção do edifício. No ano seguinte, em 23 de abril de 1905, realiza-se o ato de colocação da primeira pedra das obras e, para seu financiamento, emitem-se 6 000 obrigações de cem pesetas.
Três anos depois, em 9 de fevereiro de 1908, celebra-se sua inauguração.
O auditório foi destinado a concertos de músicas orquestrais e instrumentais, assim como a interpretações vocais e recitais. Mas, no Palácio, também acontecem atos culturais, políticos, obras teatrais e as mais variadas atrações musicais. Hoje em dia, segue cumprindo todas estas funções, tanto no âmbito musical culto quanto no da música popular.
A sala apresenta uma acústica excelente. Muitos dos melhores intérpretes e maestros do mundo do último século como Richard Strauss, Daniel Barenboim, Igor Stravinski, Arthur Rubinstein, Pau Casals e Frederic Mompou desfilaram por este auditório, um autêntico santuário da música da Catalunha.
O Palácio da Música Catalã foi declarado Monumento Nacional em 1971. Por isso, foram realizadas várias obras grandes de restauração sob a direção dos arquitetos Joan Bassegoda e Jordi Vilardaga.

Mas foi a partir dos anos 1980, quando se decidiu por parte do Orfeón Catalán realizar uma grande reforma do edifício, que se constituiu, em 1983, o Consórcio do Palácio da Música Catalã, mantendo a propriedade do Orfeón mas com a intervenção de órgãos públicos de Barcelona, da Catalunha e do Ministério da Cultura espanhol. As obras do edifício ficaram a cargo de Óscar Tusquets. Estas obras duraram sete anos, tendo sido utilizado completamente o projeto de Tusquets, que foi galardoado com o Prêmio FAD em 1989 de Arquitetura, Reforma e Reabilitações. Lluís Domènech Girbau, arquiteto e neto do primeiro arquiteto do palácio, Domènech Montaner, escreveu, sobre estas obras, elogiando-as:
 Em 1990, fundou-se a Fundação Orfeó Català-Palau de Musica Catalã para as comemorações do centenário do Orféon, além do que para conseguir recursos particulares com atividades organizadas no Palácio.

## Arquitetura

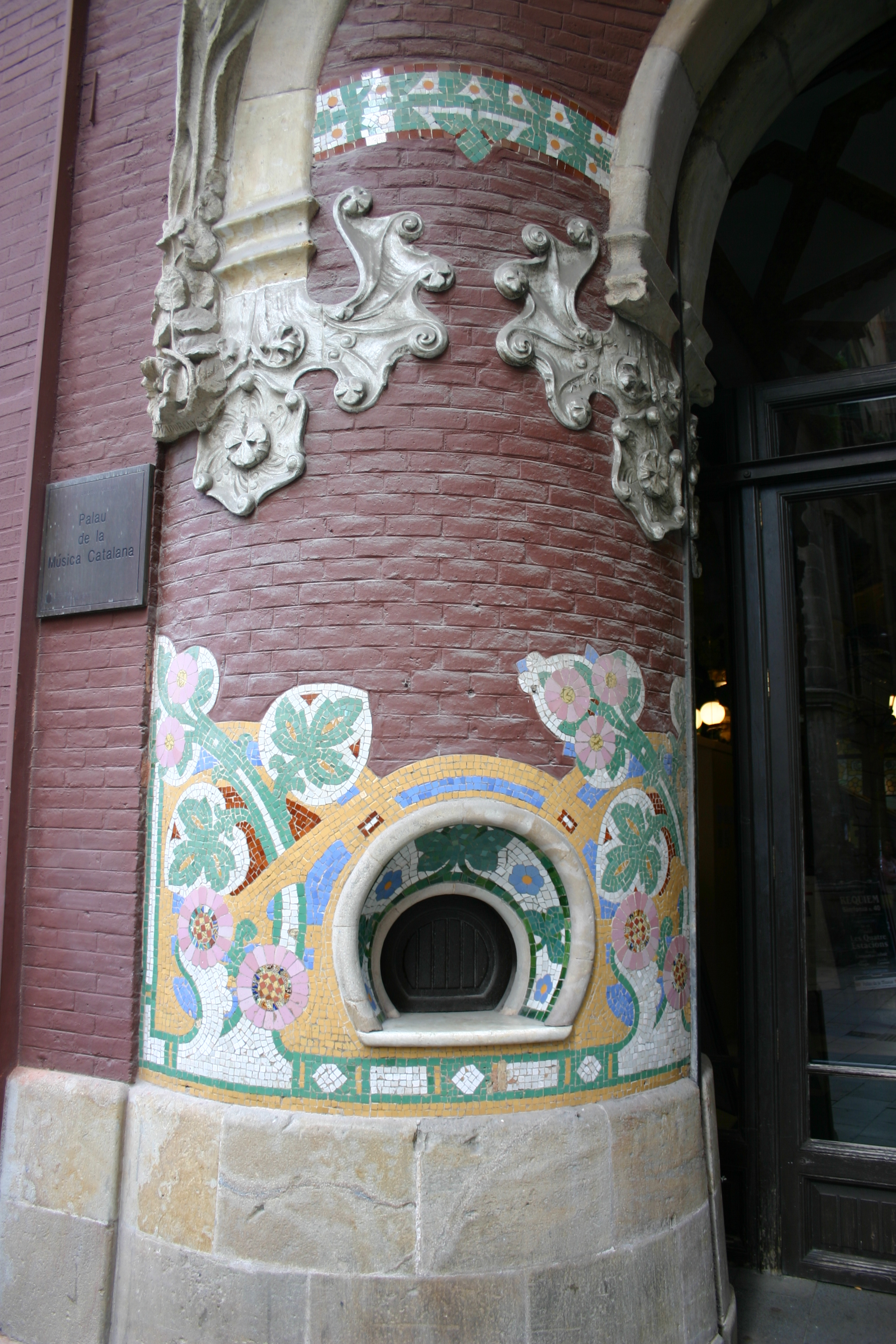
Pilar antigo original de Domènech i Montaner.

A arquitetura de Domènech é de grande qualidade e originalidade, ressaltando a estrutura de ferro que permite a planta livre ser cercada por vidro e por outro lado a integração na arquitetura das artes aplicadas. Duas decisões demonstram a tipologia e a inovação tecnológica do projeto: a primeira é a solução do pátio na região mediana do solar com a igreja para que a sala de concertos fique com a mesma simetria de distribuição e entrada de luz. A segunda foi a resolução de localizar o auditório no primeiro andar com o acesso desde a planta baixa pelos diferentes degraus da escada com um tratamento tão eficiente que compensa a subida: com isto, conseguiu-se a utilização da planta baixa para escritórios do Orfeón.
No exterior, se misturam elementos de escultura, que fazem alusão ao mundo da música, com elementos arquitetônicos e decorativos de caráter modernista e barroco. No interior, o arquiteto combinou magistralmente os diversos materiais de construção com cerâmica (o trencadís tão típico do modernismo catalão) e vidro. A sala e o palco formam um conjunto harmônico, onde um se integra ao outro. O palco está dominado em sua parte traseira superior por tubos do órgão, que se convertem em um elemento decorativo e ícone do próprio palácio. A embocadura do palco está adornada por esculturas espetaculares, alegorias do mundo da música clássica e popular: à direita, um busto de Ludwig van Beethoven sobre colunas dóricas que suportam nuvens de onde emerge a Cavalgada das Valquírias (referência a Richard Wagner); à esquerda, crianças de pé segurando o busto de Josep Anselm Clavé, numa alusão ao texto da canção "Les flors de maig" (As flores de maio) deste autor.
Entre 1982 e 1989, realizou-se uma grande restauração e ampliação sob a direção dos arquitetos Óscar Tusquets e Carles Díaz, iniciando-se a segunda parte no ano 2000, dotando o palácio com um edifício de seis andares onde localizam-se os camarins, o arquivo, a bibliotecae uma sala de reuniões. Abrindo-se a uma praça graças a um desnível da igreja de São Francisco de Paula, que sofreu um incêndio durante a Guerra Civil Espanhola e havia sido reconstruída sem valor arquitetônico. Na segunda fase, realizaram-se reformas interiores e uma nova ampliação com uma sala de audição e ensaio bem como um restaurante.

### Fachada principal primitiva

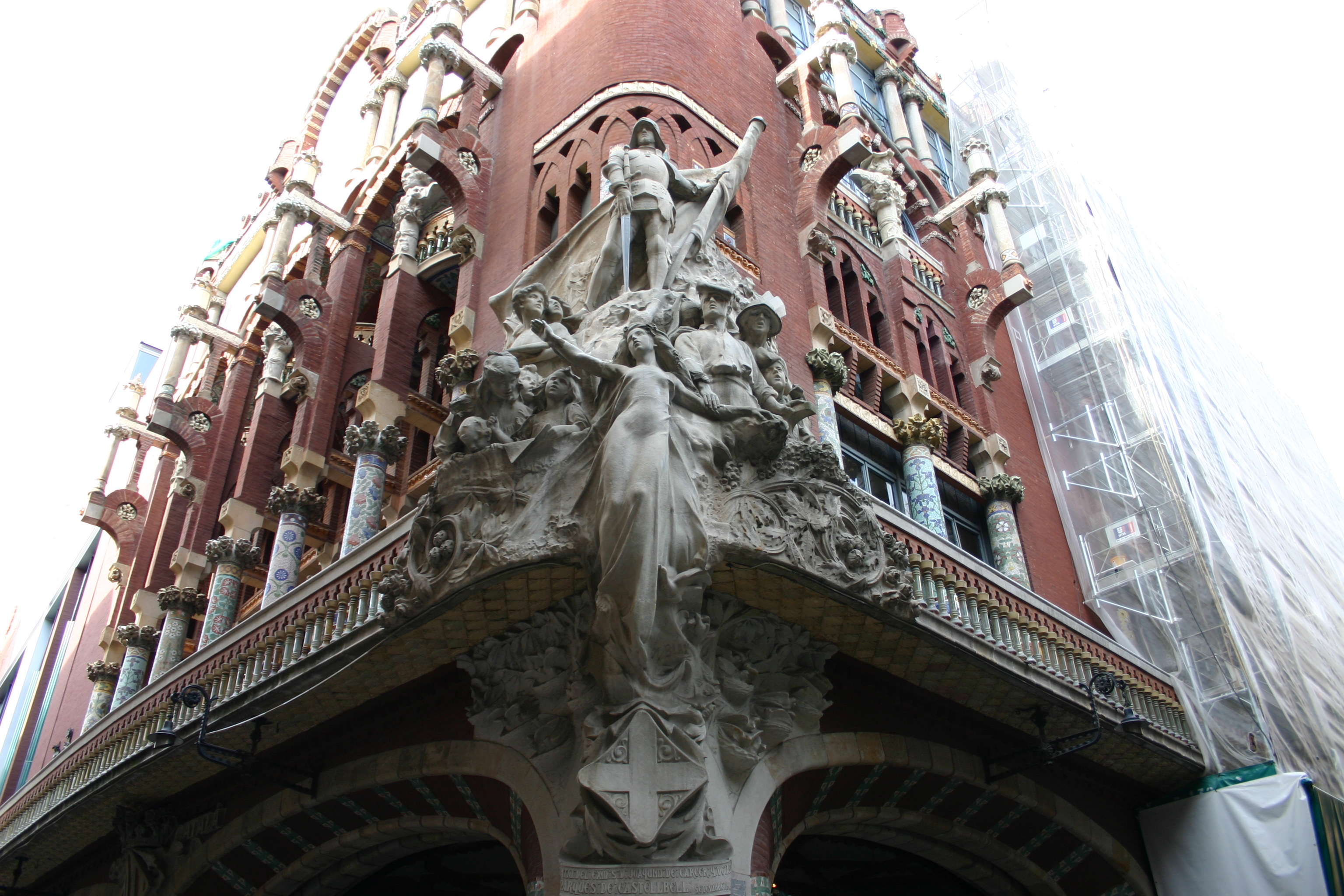
Detalhe da fachada.

Encontra-se situada na rua Sant Pere més Alt, o único acesso até o ano de 1989, fazendo esquina com a rua Amadeu Vives, onde incluiu-se o grupo de esculturas La cançó popular catalana (A canção popular catalã), do artista Miquel Blay, onde estão representados São Jorge acima de uma figura feminina no centro, rodeada de um grupo de personagens que representam um marinheiro, camponeses, um ancião, crianças, a classe alta da sociedade, símbolo de que o palácio de Música Catalã era para todas as pessoas. Segundo conta-se em uma inscrição ao pé da escultura, esta foi paga pelo marquês de Castellbell (Joaquim de Càrcer i de Amat), e foi inaugurada em 8 de setembro de 1909.
A complexidade da fachada angular em duas ruas estreitas torna difícil a visão completa do conjunto.
Outros elementos desta fachada são os arcos com grandes colunas de ladrilhos vermelhos e cerâmica. No primeiro andar, há uma sacada que corre pela fachada com catorze colunas em grupos de dois, cobertas com mosaicos de desenhos diferentes. No segundo andar, os bustos dos músicos sobre colunas, realizados por Eusebi Arnau, e da esquerda para a direita são Giovanni Pierluigi da Palestrina, Johann Sebastian Bach e Beethoven e depois do grupo da esquina encontra-se o busto de Richard Wagner, já na Rua Amadeu Vives. Entre duas destas colunas, no nível da rua encontrava-se a bilheteria original. Na parte superior desta fachada, um grande frontão de mosaico de Lluís Bru simboliza a bandeira do Orfeón de Antoni Maria Gallissà e no centro uma rainha em uma festa com uma roca, em alusão a "La Balanguera", poema de Joan Alcover i Maspons com música do compositor Amadeu Vives, uma das peças mais interpretadas no Orfeón e que a partir de 1996 é o hino oficial de Mallorca.

## Fachada principal atual

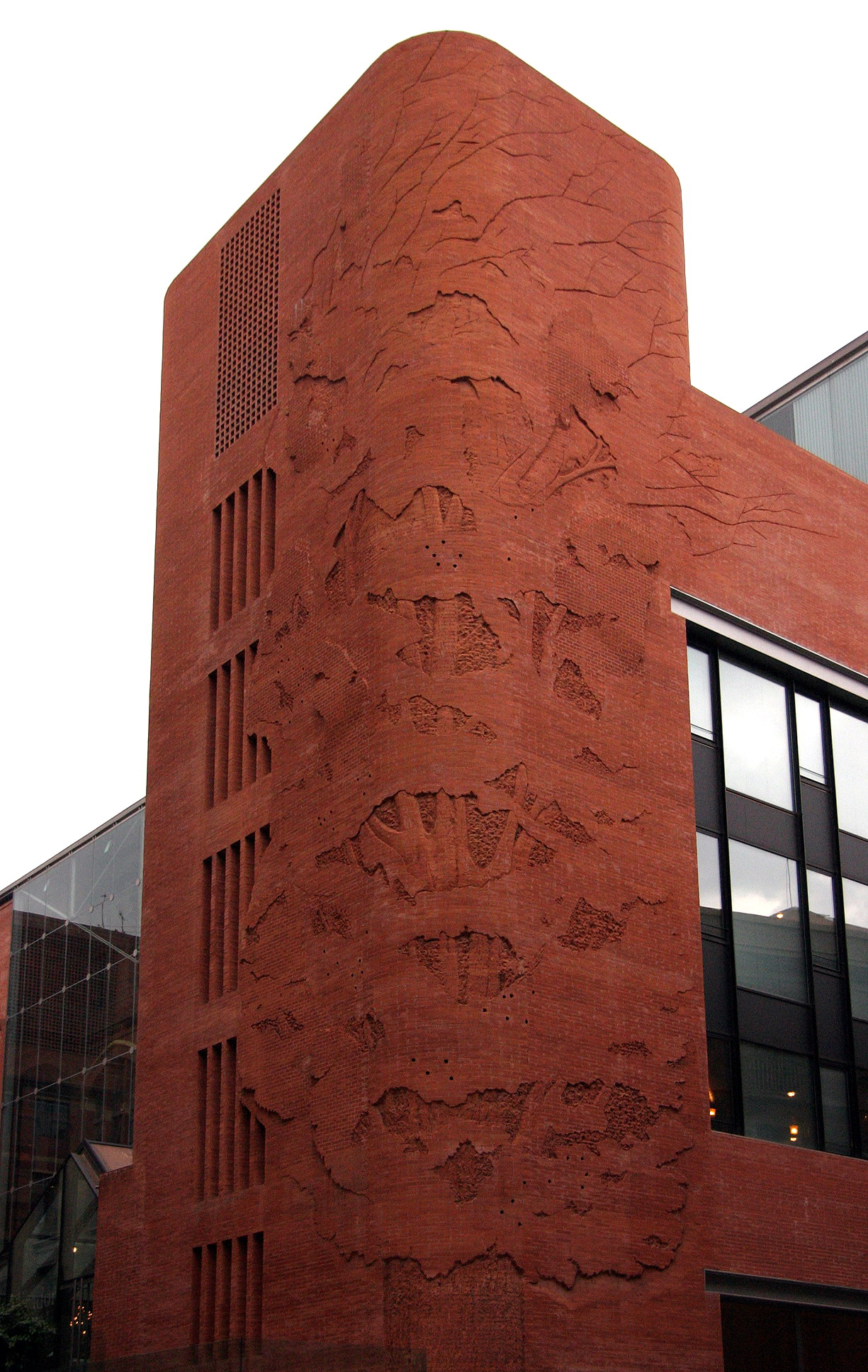
Fachada de uma visão onde pode-se visualizar uma árvore gigantesca no ladrilho vermelho.

Nesta fachada, encontra-se a entrada usada desde o ano 1989, através de uma nova esplanada que sobe desde uma rua que desde o ano 2006 tem o nome de Palacio de la Música.

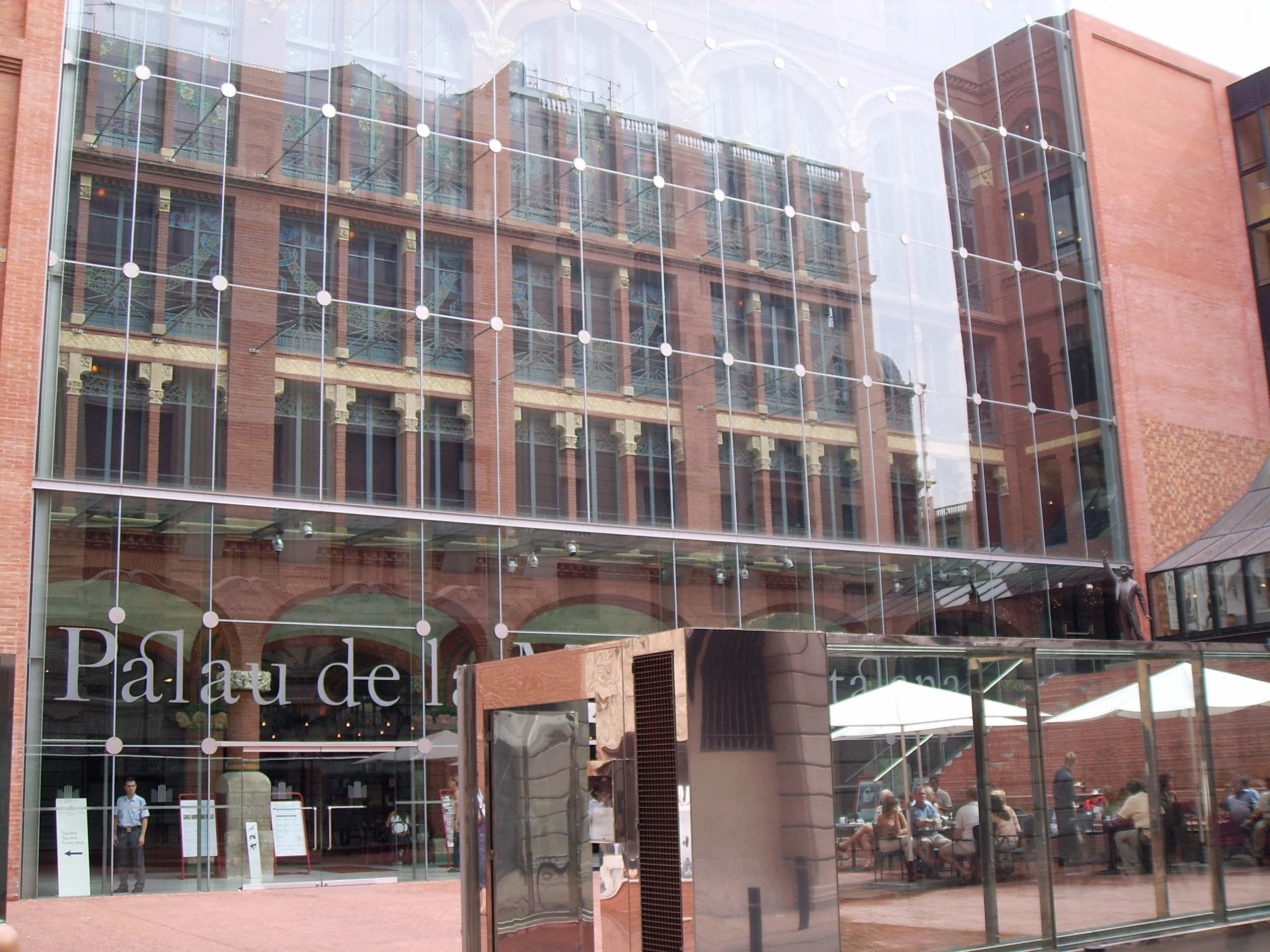
Fachada principal coberta com uma tela de vidro de Óscar Tusquets.

A fachada realizada por Domènech i Montaner, surpreende por sua construção, que foi realizada como se todos a vissem, apesar de que estava completamente oculta devido à posição de toda a frente da igreja de São Francisco de Paula. Para conseguir a entrada de luz através das janelas, o arquiteto construiu um pátio de uns três metros de largura que fazia limite com a igreja e, apesar de não ser visto, foi feito com grande riqueza de materiais e desenho, com ladrilhos vermelhos à vista, barras de ferro forjado, cornijas e capitéis esculpidos e com vitrais de cores iguais ao restante do edifício. Segundo dados anotados por Pere Artís, o orçamento inicial das obras do palácio era de 450 000 pesetas, mas chegou a duplicar, gerando atrito entre o cliente e o arquiteto, que não voltou atrás na ideia de transformar a fachada, o que encareceu muito a obra.
Na parte esquerda da fachada, encontra-se o edifício de serviços, realizado pelos arquitetos Óscar Tusquets, Lluís Clotet e Carles Díaz na última década do século XX, com uma torre com a base esculpida como se fosse uma grande palmeira; é também, a entrada dos artistas. A parte direita encontra-se sobre escadas uma escultura dedicada a Lluís Millet, do escultor Jassans feita em 1991 e a entrada do restaurante do palácio, chamado Mirador e feito como se fosse uma caixa de cristal.
Toda a fachada central recuperada tem sido coberta por outra nova fazendo uma tela vidro com o nome do edifício Palau de la Música Catalana gravado nos cristais.

## Interior

### Vestíbulo

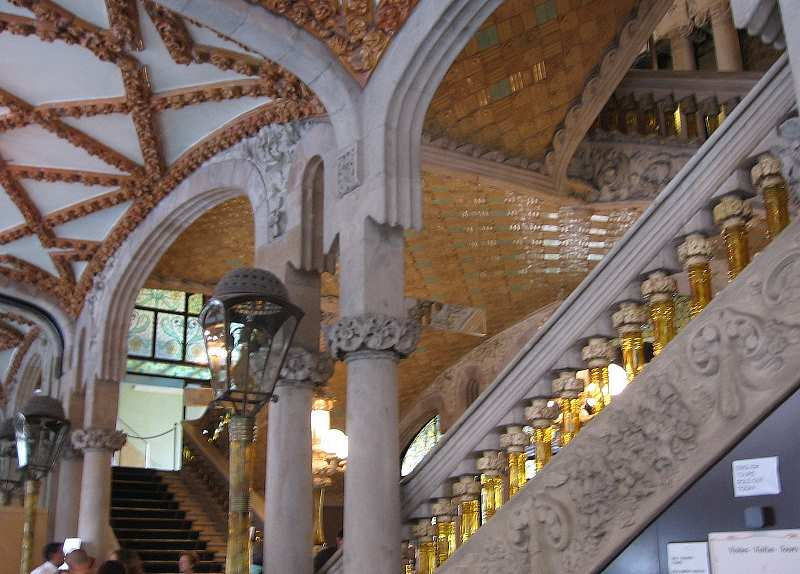
Vestíbulo da antiga entrada do Palácio da Música.

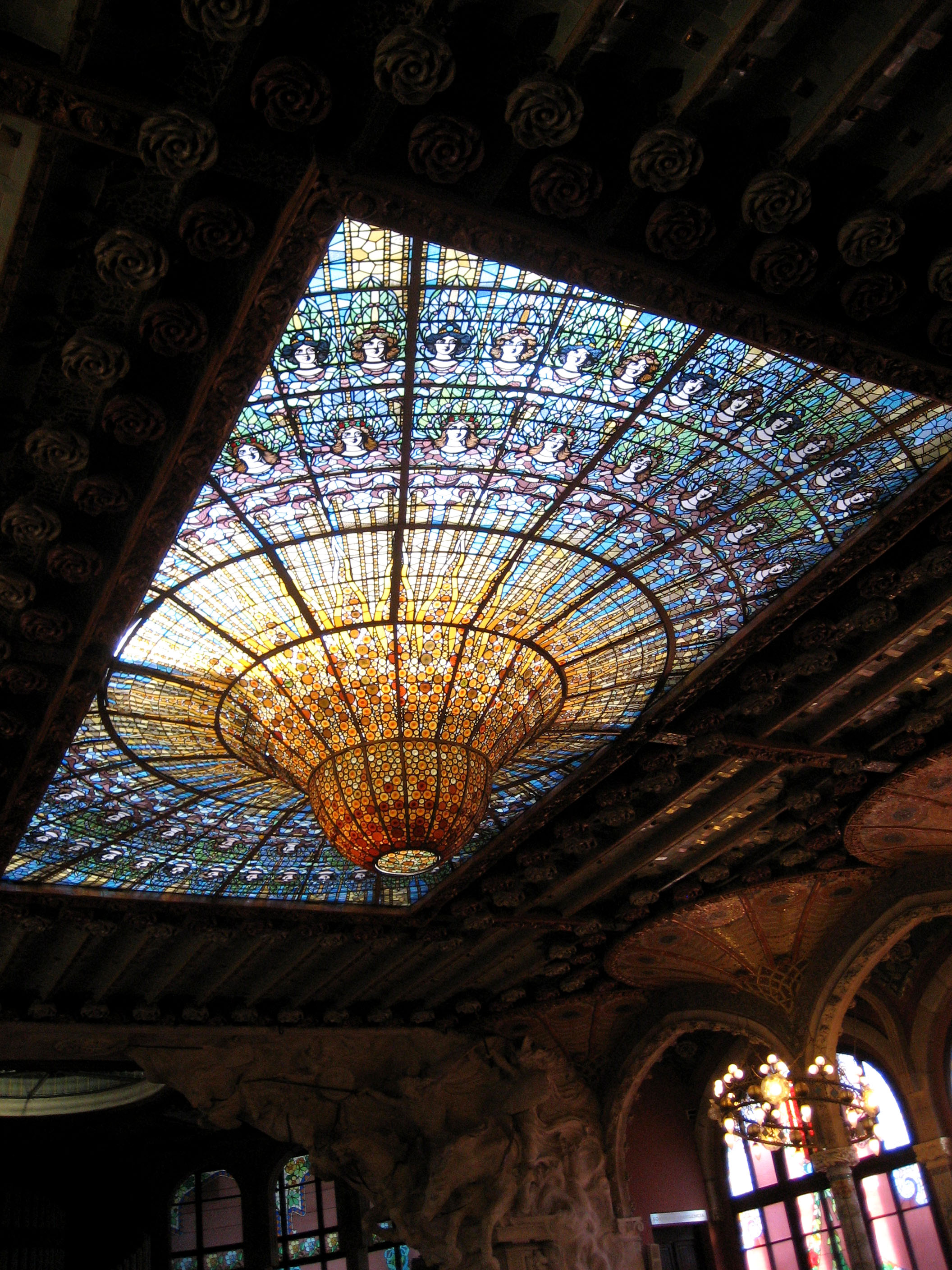
Claraboia do teto da plateia.

Pela antiga entrada da rua Sant Pere més Alt, a primeira coisa que se vê é uma grande escada dupla até o primeiro piso, com iluminação de grandes faróis, um corrimão ricamente trabalhado em pedra e com balaústres de vidro, os detalhes são de cerâmica e com relevos de flores, como a ornamentação do teto. O escritor Robert Hughes disse sobre esta entrada:

### Sala Lluís Millet
Localizada no primeiro andar, em frente à sala de concertos, é o que se chama de sala de espera ou descanso com um importante lustre modernista, as portas são de vidro e desta sala passa-se ao terraço, onde encontram-se as colunas decoradas com mosaicos que dão à rua Sant Pere més Alt, todas as colunas são diferentes em cor e decoração. Esta sala também é destinada a celebrar atos sociais ou conferências de imprensa.

### Sala de concertos
Ao entrar-se na sala, desde o primeiro andar, temos um efeito obscuro para que, em seguida, com um grande efeito teatral e uma explosão de luz e cor chega-se à grande sala. Os vitrais em ambos os lados saem desde o chão ao teto com os dois primeiros andares como se fossem bandejas, colunas decoradas com mosaicos coloridos como o teto com rosas vermelhas e brancas de cerâmica. Na intersecção dos arcos superiores, podem ser visualizados mosaicos em semicírculo representando penas de um pavão real com todo seu esplendor e colorido, e no centro do teto para entrada de luz natural, uma grande claraboia feita por Antoni Rigalt i Blanch, como se fosse um grande Sol com forma de uma esfera invertida, de cristais dourados no centro e rodeado de outros com tons mais suaves, azuis e brancos, representando bustos femininos.
A capacidade da sala de concertos é de 2 049 pessoas assim distribuídas:
- plateia - 688
- anfiteatro - 321
- segundo andar - 910
- galerias do órgão - 82
- reservado - 48

### Palco

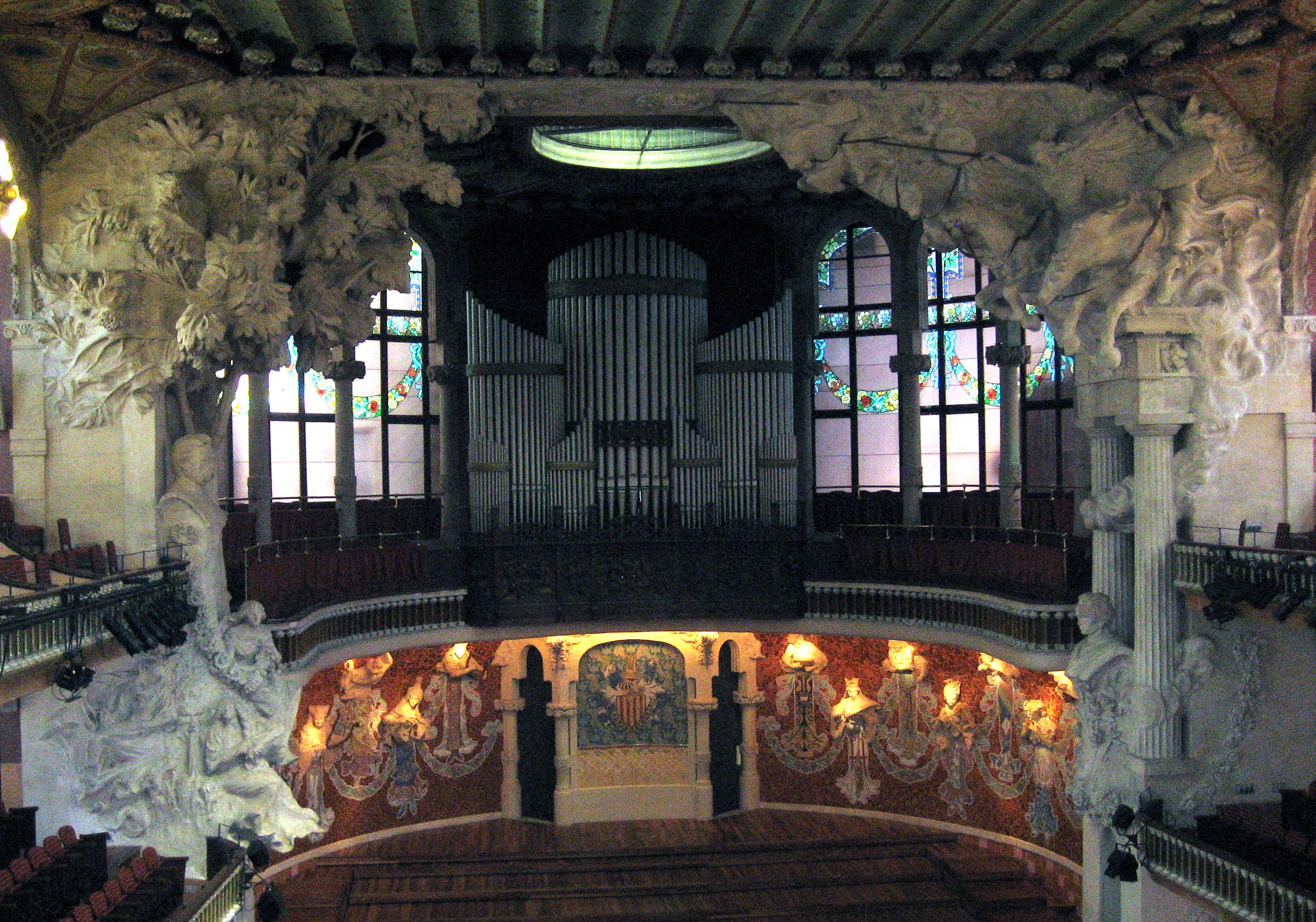
Palco da sala de concertos.

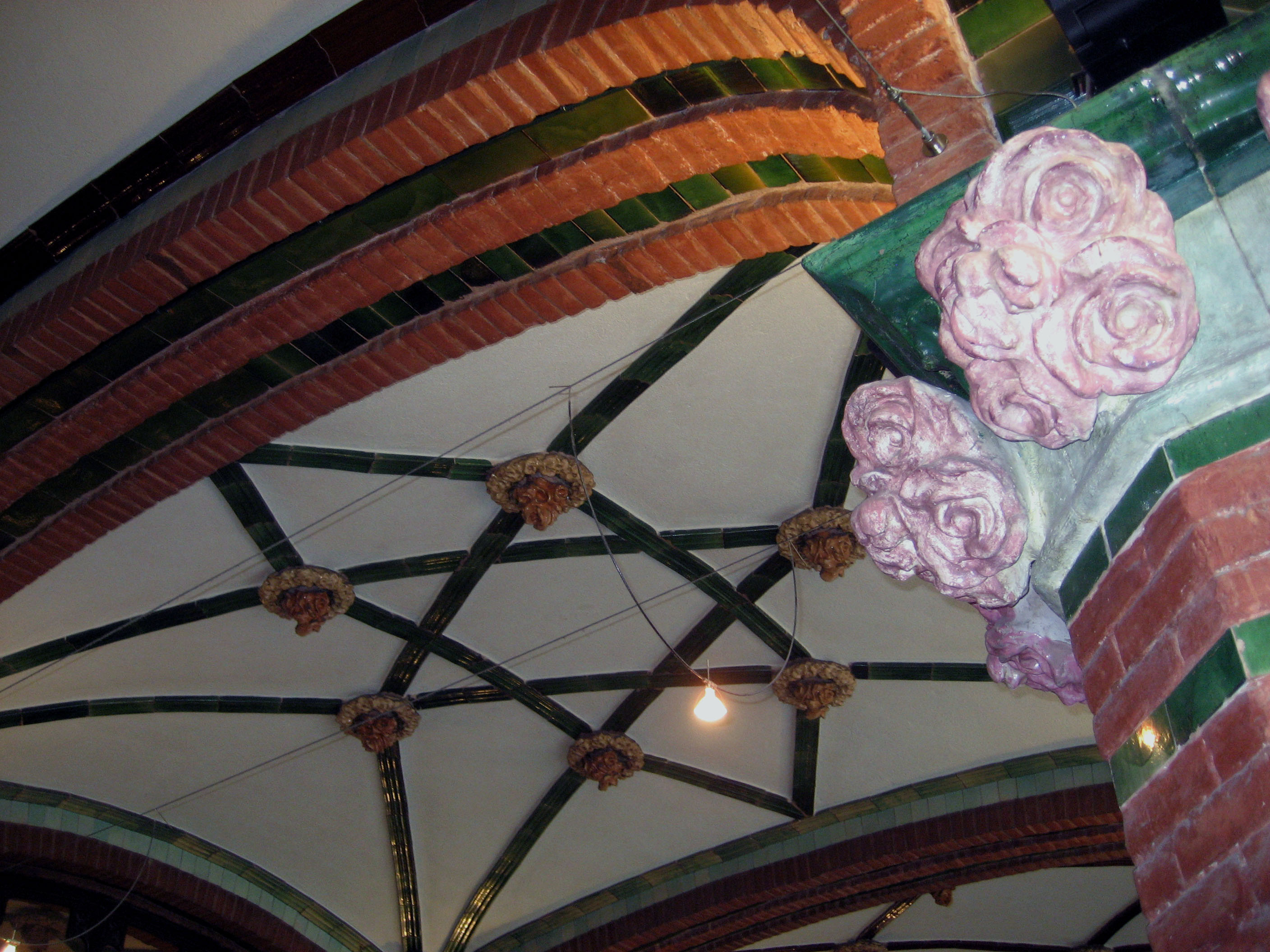
Detalhe de uma parte do teto interior do palácio.

Na boca do palco, de onze metros de largura, encontra-se o grupo de esculturas de Diego Massana, que foi continuado pelo jovem Pablo Gargallo que representa na sua porção direita o busto de Beethoven debaixo da Cavalgada das Valquírias de Richard Wagner (em sua honra fundou-se, no ano de 1901, a Associação Wagneriana de Barcelona) e a representação da música popular catalã do lado esquerdo, com o busto de Josep Anselm Clavé debaixo de uma árvore grande aos pés da qual encontra-se um grupo de cantores. A magnitude desta escultura faz com que as suas porções superiores se aproximem, quase se tocando.
Na parte do semicírculo do palco, encontram-se dezoito musas modernistas em mosaico e em relevo, a partir da cintura, como se estivessem dançando e saindo das paredes, realizadas por Eusebi Arnau, Mario Maragliano e Lluís Bru. Cada uma leva consigo um instrumento musical diferente, e sobre elas encontra-se um órgão.

### Órgão
A aquisição do órgão foi feita junto à casa alemã Walcker, de Ludwigsburg, no ano de 1908. Acredita-se que o primeiro concerto realizado com ele, por Alfred Sittard, organista da Catedral Hofkirche, de Dresden, foi o primeiro concerto de órgão em Barcelona, em um recinto que não era uma igreja. Recentemente, no ano de 2003, foi novamente restaurado graças a investimentos de empresas privadas.

### Petit Palau
Projetado pelo arquiteto Óscar Tusquets no novo edifício em continuidade com a entrada pela rua Sant Pere més Alt, que encontra-se a onze metros de profundidade e foi inaugurado no ano de 2004. Tem uma capacidade para 538 pessoas e acústica perfeita, excelente para música de câmara, além dos eventos sociais e culturais que lá se realizam; um local dotado de grandes avanços tecnológicos.
No ano de 2007 recebeu o prêmio Uli Awards For Excellence em reconhecimento ao seu desenho e valor arquitetônico.

## Biblioteca
Iniciou-se a sua coleção pelo Orféon no ano de 1891, constando de diversos legados com manuscritos do Século VI e uma grande quantidade de volumes, sendo a maioria deles de temas musicais. Há partituras e o repertório completo das peças cantadas pelo coro desde a sua fundação.

## História artística
Muitos dos melhores solistas e cantores do Século XX atuaram no Palácio da Música Catalã, dentre eles temos: Pau Casals, Jacques Thibaud, Alfred Cortot, Eugène Ysaÿe, Albert Schweitzer, Enrique Granados, Blanche Selva, Wilhelm Backhaus, Emil von Sauer, Wanda Landowska, Clara Haskil, Fritz Kreisler, Arthur Rubinstein, Claudio Arrau, Yehudi Menuhin, Mstislav Rostropovich, Alicia de Larrocha , Victoria de los Ángeles, Montserrat Caballé, Josep Carreras, Elisabeth Schwarzkopf, Barbara Hendricks, Alfred Brendel, Wilhelm Kempff, Sviatoslav Richter, Vladimir Ashkenazy, Maurizio Pollini, Maria João Pires, Jean-Pierre Rampal, Jessye Norman, Daniel Barenboim, etc.
Grandes orquestras e diretores visitaram o auditório desde seu primeiro ano de funcionamento: 
- Orquestra Filarmônica de Berlim com Richard Strauss, Herbert von Karajan, Claudio Abbado e Mariss Jansons;
- Orquestra Filarmônica de Viena, com Carl Schuricht, Karl Böhm, Zubin Mehta e Leonard Bernstein;
- Orquestra Real do Concertgebouw com Eugen Jochum, Antal Doráti e Mariss Jansons;
- Orquestra Filarmônica de Israel e Zubin Mehta;
- Staatskapelle Berlin e Orquestra Sinfônica de Chicago com Daniel Barenboim;
- New York Philharmonic com Kurt Masur;
- Orquestra Filarmônica de Munique com Sergiu Celibidache;
- Orquestra de Cleveland com Lorin Maazel;
- Orquestra Philharmonia com Carlo Maria Giulini;
- Concentus Musicus Wien com Nikolaus Harnoncourt;
- Václav Neumann, Jordi Savall, Philippe Herreweghe, etc., e coros como: Cappella Musicale Pontificia Sistina, Orfeón Donostiarra, Escolanía de Montserrat, Meninos Cantores de Viena, Coro Gulbenkian, etc.

De 1920 a 1936, o Palácio foi a sede da Orquestra Pau Casals, que foi dirigida por Pau Casals, Richard Strauss, Vincent d'Indy, Igor Stravinsky, Arnold Schönberg, Anton Webern, Arthur Honegger, Manuel de Falla, Eugène Ysaÿe etc. Durante os anos de 1947 a 1999, a orquestra residente do palácio foi a Orquestra Sinfônica de Barcelona e Nacional da Catalunha.
Compositores e músicos importantes interpretaram ou dirigiram suas próprias obras no palácio: Enrique Granados, Richard Strauss, Maurice Ravel, Serguei Prokofiev, Igor Stravinsky, Manuel de Falla, Arnold Schönberg, Sergei Rachmaninov, Anton Webern, Roberto Gerhard, George Enescu, Darius Milhaud, Francis Poulenc, Arthur Honegger, Federico Mompou, Krzysztof Penderecki, Witold Lutoslawski, Pierre Boulez etc.
Outros artistas, atores, bailarinos, músicos de jazz, cantores e grupos de música popular, rock e outros estilos também atuaram no palácio: Raphael, Vittorio Gassman, Maurice Béjart, Ángel Corella, Charles Aznavour, Duke Ellington, Tete Montoliu, Oscar Peterson, Woody Allen, Keith Jarret, Ella Fitzgerald, Michel Camilo, Tamara Rojo, Paco de Lucía, María Dolores Pradera, Bebo Valdés, Luis Eduardo Aute, Georges Moustaki, Ana Belén, David Bisbal, Jorge Drexler, David Bustamante, Cassandra Wilson, Vicente Amigo, Norah Jones, Sinéad O'Connor, Ute Lemper, Ornella Vanoni, Ben Gillis, Mayte Caparros, entre outros.
Durante anos, também apresentaram-se, com uma certa frequência, obras de teatro, sobretudo teatro experimental ou de outros autores que não poderiam se apresentar em outros locais: companhias como o Teatre Experimental Català, a companhia de Adrià Gual ou a Agrupación Dramática de Barcelona.

## "Os Acontecimentos do Palácio"
"Os Acontecimentos do Palácio" ("Els fets del Palau", em catalão) aconteceram em 1960, coincidindo com uma visita de Francisco Franco à Catalunha. Conseguiu-se, na ocasião, uma autorização para se interpretar o Cant de la Senyera ("Canto da Bandeira Catalã") no palácio, tendo, como motivo, a celebração do centenário do poeta Joan Maragall, autor da letra do hino. A proibição do governo, no último momento, fez com que o público, ao ficar de pé para cantar o hino, se lançasse em oitivas contra o chefe de Estado espanhol. Graças a este ocorrido, houve detenções: entre elas, a do futuro presidente da Catalunha, Jordi Pujol, que foi submetido então a um conselho de guerra. Até o ano de 1967, não pôde mais ser interpretado o Cant de la Senyera.

## Visitas
Existe a possibilidade de visitar seu interior mediantes visitas guiadas. Para realizá-las é imprescindível ter uma entrada que deve ser adquirida com pelo menos uma semana de antecedência e sem possibilidade de se realizarem reservas. A visita inclui a Sala de Concertos modernista e segundo disponibilidade, a Sala Lluís Millet, bem como a Sala de Música de Câmara.